# Hans Klette
Hans Klette, född den 4 maj 1930, död 3 april 2019, var svensk professor emeritus i straffrätt vid Lunds universitet. 1995-2009 var han ordförande i Brottsofferjourernas Riksförbund.
Hans Klette var gift med Tove Klette.